# Юрген Клоп
Юрген Норберт Клоп (на немски: Jürgen Norbert Klopp, роден през 16 юни 1967) е германски футболист и футболен треньор.
Прекарва цялата си 12-годишна кариера като футболист в Майнц 05, след това застава начело на отбора и се превръща в неговия най-дълго служил треньор – от 2001 до 2008 г., през което време Майнц 05 се изкачва в Първа Бундеслига. През 2008 г. Клоп става треньор на Борусия Дортмунд, с който отбор в две последователни години печели Бундеслигата – през 2011 и 2012 г., както и Купата на Германия през 2012 г., Суперкупата на Германия през 2008, 2013 и 2014 г., и извоюва втори финал в историята на Дортмунд в Шампионската лига през 2013 г. Клоп печели наградата Треньор на годината за Германия през 2011 и 2012 г., преди да напусне Дортмунд през 2015 г., като става най-дълго служилият треньор на отбора.

## Кариера като играч
Клоп играе през цялата си кариера за Майнц 05, от 1990 до 2001 г. Започва като нападател, но се преквалифицира като защитник през 1995 г. Вкарва 52 гола за първенството.

## Кариера като треньор

### Майнц 05
След пенсионирането му, Клоп е назначен за старши треньор на отбора. Остава на поста в продължение на седем години, през което време Майнц 05 се изкачва за първи път в историята си в Първа Бундеслига и се класира за Купата на УЕФА през сезон 2005/06. В края на сезон 2006/07, Майнц 05 изпада в по-долна дивизия, но Клоп решава да остане начело на тима. Въпреки това, заради факта, че отборът не успява да се изкачи в Първа Бундеслига, той си подава оставката в края на сезон 2007/08. Активът му начело на тима е 109 победи, 78 равенства и 83 загуби.

### Борусия Дортмунд
През май 2008 Клоп е в разговори с Борусия Дортмунд за позицията на старши треньор и подписва двугодишен договор с тима, който през предишния сезон, воден от Томас Дол, завършва на разочароващото 13-о място. В първия си сезон начело на Дортмунд, Клоп печели Суперкупата на Германия, като побеждава тогавашния шампион Байерн Мюнхен. Клоп води клуба до шесто място през първия си сезон начело и до пето място през втория, след което Борусия Дортмунд спечелва първото място в Бундеслигата в два последователни сезона – през 2010/11 и през 2011/12.
През сезон 2011/12 81-та точки, спечелени от Борусия Дортмунд, са рекордни в историята на Бундеслигата. Рекордни са и 47-те точки през втората половина на сезона. 25-те победи на Борусия Дортмунд изравняват рекорда на Байерн Мюнхен от сезон 1972/73, а 28-те им поредни мача без загуба са най-дългата серия във висшата дивизия на Германия. Рекордният актив от точки (за целия сезон, както и за втората половина от сезона) и рекордната серия от незагубени мачове през сезон 2011/12, са надминати през следващия сезон от Байерн Мюнхен. На 12 май 2012 г. Клоп продължава да пише история за Борусия Дортмунд, като спечелва първия за отбора дубъл, след като побеждава Байерн Мюнхен на финала за Купата на Германия. Клоп описва дубъла като „по-добър, отколкото очаквах“.

Формата на Борусия Дортмунд през сезон 2012/13 не е толкова впечатляваща, както през предишната година, като Клоп настоява, че тимът му трябва да се концентрира върху Шампионската лига, за да компенсира за разочароващото представяне в състезанието предната година. Жребият поставя отбора на Клоп в група с Манчестър Сити, Реал Мадрид и АФК Аякс, или така наречената „група на смъртта“. Въпреки това Борусия не губи мач, като завършва начело на групата с впечатляващо представяне, особено срещу Реал Мадрид, воден от Жозе Моуриньо. Борусия Дортмунд стига до финал, като по пътя се срещат отново с Реал Мадрид, спечелвайки с впечатляващото 4 – 1 у дома, и след загуба с 2 – 0 в Испания, се класира за следващия етап. Дортмунд губят финала с 1 – 2 от Байерн Мюнхен, след като допускат гол в 89-ата минута, отбелязан от Арен Робен.
В началото на сезон 2013 – 14 договорът на Клоп е удължен до юни 2018 г. Клоп е наказан с глоба от €10 000 на 17 март 2014 г., след като е изгонен в мач от Бундеслигата срещу Борусия Мьонхенгладбах. Наказанието е получено след „устна забележка“ към съдията. Дениз Айтекин, реферът на мача, споменава, че Клоп е „показал грубо държание в повече от един случай.“ Председателят на клуба Ханс-Йоахим Ватцке заявява, че „трябва да подкрепя Клоп на 100 процента в този случай“, тъй като не е видял причина за глоба и отрича, че Клоп е обиждал четвъртия съдия. Известни са и още няколко случаи, при които на Клоп са наложени глоби за поведението му по време на мачове в Германия и Англия.
През април 2015, Клоп обявява, че ще напусне Борусия Дортмунд в края на сезон 2014/15, за да си вземе почивка. Последният му мач начело на отбора е за купата на Германия, която Дортмунд губи с 1 – 3 от Волфсбург. Активът му начело на тима е: 179 победи, 69 равенства и 70 загуби.

### Ливърпул
На 8 октомври 2015 г. Клоп подписва с Ливърпул за 3 години, като замества уволнения по-рано същата седмица Брендън Роджърс. Дебютът му е на 17 октомври като гост срещу Тотнъм, а мачът завършва с резултат 0 – 0.
На 13 декември 2019 г. Клоп и ръководството на Ливърпул обявяват подписването на договор с треньора със срок до 2024 г.
В края на сезон 2023 – 2024, Юрген Клоп съобщава, че ще напусне клуба в края на сезона.

## Кариера като журналист
От 2005 г., Клоп е експерт коментатор за немската телевизия ZDF, споделяйки мнението си за Националния отбор по футбол на Германия. На 20 октомври 2006 получава годишната награда на немските телевизии в категорията за най-добро спортно предаване. Договорът му свършва след края на Европейското първенство по футбол 2008. Наследен е от Оливър Кан. През Световното първенство по футбол 2010 в Южна Африка работи с немската телевизия RTL заедно с Гюнтер Яаух.

## Други изяви
Известността на Клоп е използвана в реклами за Пума, Опел и др.
Според „Хоризонт“, списание за търговия и немска рекламна индустрия и седмичника „Виртшафтсвохе“, ролята на Клоп като „посланик на марката“ за Опел успешно е помогнала на тогава „закъсалия“ производител на автомобили да увеличи продажбите си.

## Личен живот
Клоп е женен и има двама сина, единият от които играе за втория отбор на Борусия Дортмунд, преди да се оттегли заради контузии. Клоп живее в Хердеке от 2009 г., където живеят голям брой играчи на Борусия Дортмунд.
През 1995 г. Клоп получава диплома за спортни науки в Гьоте университет Франкфурт на Майн, където пише дипломната си работа върху „Ходене“.
Клоп е протестант, който често споменава вярата си публично; неколкократно споменава важността на Иисус Христос в живота му.

## Статистика като мениджър
| Майнц 05         | 27 февруари 2001 | 30 юни 2008 | [ 2 ]  |
| Борусия Дортмунд | 1 юли 2008       | 30 май 2015 | [ 28 ] |
| Общо             | Общо             | Общо        | —      |

## Успехи

### Като треньор
Борусия Дортмунд
- Шампион на Германия (2): 2010 – 11,[4] 2011 – 12[5]
- Носител на Купата на Германия (1): 2011 – 12[7]
- Носител на Суперкупата на Германия (3): 2008,[3] 2013,[29] 2014[29]
- Финалист в Шампионската лига (1): 2012 – 13[11]

 Ливърпул
- Носител на Купата на Шампионската лига (1) – 2018-19
- Носител на Суперкупа на УЕФА (1) – 2019-20
- Носител на Световно клубно първенство на ФИФА (1) – 2019-20
- Шампион на Английска висша лига (1) – 2019/20
- Носител на Carabao Cup (купа на лигата) (2) - 2021-22, 2023-24
- Носител на FA Cup (купа на Англия) (1) - 2021-22
- Носител на Камюнити шийлд (Суперкупа на Англия) 2022

### Индивидуални
- Германски старши треньор на годината: 2011,[30] 2012[30]
- Най-добър треньор в света на УЕФА – Second Place: 2013[31]